# Manny Klein
Manny Klein (Emmanuel Klein) né le 4 février 1902 à New York, mort le 31 mai 1994 est un trompettiste de jazz américain.

## Biographie
Après avoir appris la trompette avec Max Schlossberg (ru), il joue adolescent dans des fanfares et un orchestre de jeunes de la police de New York puis devient professionnel en jouant dans l'orchestre de Louis Katzman. Il accompagne à Broadway le spectacle Follow thru avec l'orchestre d'Al Goodman en 1928 et joue brièvement chez Paul Whiteman en remplacement de Bix Beiderbecke. Il enregistre dans les années 1930 nombre de faces en studio comme premier trompettiste avec Red Nichols, Joe Venuti, Benny Goodman, Tommy Dorsey, Jimmy Dorsey, Roger Wolfe Kahn, les Boswell Sisters, dans un style inspiré de Bunny Berigan et Bix Beiderbecke. 
En 1937, il joue dans l'orchestre de Glenn Miller puis monte un orchestre avec Frankie Trumbauer. Il s’installe à Los Angeles et se produit dans des clubs avec Matty Malneck (1938-1939), Ray Noble (1939) et Artie Shaw en 1940 tout en travaillant intensément en studio. En 1942 il est engagé par les studios Metro Goldwin Mayer puis après son service militaire retourne à Hollywood jouer dans d'innombrables bandes sonores de films comme dans The Benny Goodman story où il double Ziggy Elman, dans Tant qu'il y aura des hommes (From here to eternity) en 1953 où il double Montgomery Clift. C'est Mannie Klein qui interprète le célèbre air mexicain De Guello dans Rio Bravo de Howard Hawks en 1958. 
Dans les années 1950, il joue et enregistre avec des musiciens West Coast notamment en 1955 avec l’orchestre de studio de Georgie Auld aux côtés de Maynard Ferguson, Conrad Gozzo et Ray Lynn puis dans les années 1960 il enregistre avec l'orchestre de Pete Rugolo l'album 10 trumpets and 2 guitars aux côtés de Bud Brisbois, Conte Candoli, Pete Candoli, Don Fagerquist et en 1968 il joue à la trompette piccolo dans l'orchestre d'Hugo Montenegro la musique d'Ennio Morricone pour le film Le Bon, la Brute et le Truand de Sergio Leone.
En 1970, à la suite d'un AVC, il devient dyslexique puis remis il rejoue jusqu’en 1990. Celui qui recevra le surnom de « Gomots » (Grand Old Man Of The Trumpet Section) décède en 1994.
Après avoir enregistré des centaines de faces comme sideman excepté quelques faces en 1936 chez Brunswick, en 1946 chez Keynote et 1947 chez Coral, il enregistre en 1959 le seul album sous son nom the sound of music d'après la comédie musicale La Mélodie du bonheur.